# Narodni park Nahuel Huapi
Narodni park Nahuel Huapi (špansko Parque Nacional Nahuel Huapi) je najstarejši narodni park v Argentini, ustanovljen 29. septembra 1934 z zakonom št. 12103 - razglašen 9. oktobra 1934, da bi nadomestil Južni narodni park, ki je bil ustanovljen 8. aprila 1922 z ukazom predsednika Hipólita Yrigoyena. Obdaja jezero Nahuel Huapi v vznožju Patagonskih Andov. Največji od nacionalnih parkov v regiji ima površino 7050 km² ali skoraj 2 milijona hektarjev. Njegove pokrajine predstavljajo severnopatagonsko andsko območje, ki ga sestavljajo tri vrste, in sicer Altoandino (z gorami z večnim snegom nad nadmorsko višino 1600 metrov), Andino-Patagónico (v spodnjem delu gora) in patagonsko stepo. Predstavlja tudi majhne dele Valdivijskega deževnega gozda.
Park in rezervat ležita na nadmorski višini 720–3574 metrov in sta razvrščena v kategoriji upravljanja IUCN II (Narodni park) in IV (Upravljavski rezervat). Park je popolnoma zaščiten, rezervat pa delno. V narodnem parku prevladujejo visokogorska veriga Andov, številna jezera, deroče reke, slapovi, zasneženi vrhovi, ledeniki in obsežni gozdovi. Na zahodni strani meji na Čile.

## Etimologija
Ime je dobil po jezeru, ki ga obdaja, in sicer Nahuel Huapi. V jeziku Mapučev nahuel pomeni 'jaguar', huapi pa 'otok'. 

## Zgodovina
Najzgodnejše odkritje Nahuel Huapija neavtohtonih ljudi je povezano z osvojitvijo Čila. Poleti 1552–1553 je guverner Čila Pedro de Valdivia poslal Francisca de Villagra, da razišče območje vzhodno od Andov na zemljepisnih širinah mesta Valdivia. Francisco de Villagra je prečkal Ande preko prelaza Mamuil Malal in se usmeril proti jugu, dokler ni dosegel reke Limay v bližini jezera Nahuel Huapi.
V kolonialnih časih so raziskovalci v iskanju legendarnega Ciudad de Los Cesares obiskali območje, jezuitski misijonarji iz arhipelaga Chiloé pa so na obali jezera vzpostavili negotov misijon.
V 1870-ih in 1880-ih je Perito Moreno opravil vrsto raziskovalnih potovanj v Patagonijo. Kasneje je delal za mejno komisijo argentinske vlade. Skratka - raziskave in dela Perita Morena so bili temeljnega pomena za zagotovitev argentinske suverenosti na območju Nahuel Huapi. Kot nadomestilo za svoje storitve je Perito Moreno dobil ogromno zemljišče okoli jezera Nahuel Huapi.
Leta 1903 je Perito Moreno zvezni vladi podaril 75 kvadratnih kilometrov zemljišča na tem območju. Hkrati je predlagal ustanovitev narodnega parka. Odlok z dne 1. februarja 1909 je priznal, da območje potrebuje zaščito, nato pa se je leta 1916 začelo graditi park in se je leta 1922 dokončno odprlo kot Parque Nacional del Sur. Skupna površina začetnega narodnega parka leta 1916 je presegla površino donacij Perita Morena. Šele 9. oktobra 1934 je narodni park Nahuel Huapi dobil današnje ime. Istočasno je bil leta 1934 v Argentini ustanovljen narodni park Iguasu.
V nasprotju s subtropskim narodnim parkom Iguasu pa naj bi bil zmerni narodni park Nahuel Huapi sposoben konkurirati evropskemu turizmu, zato so ga skupaj z Bariločami dali prednost nacionalni načrtovalci razvoja turizma  V prvem letu delovanja narodnega parka, 1935, je bilo izvedenih več predpisov, ki so vplivali na Nahuel Huapi. Sem so spadali gradbeni zakonik, športni ribolov, standardizacija sanitarij za pitno vodo in izdaja dovoljenj prodajalcev. Območje se je po ustanovitvi parka odprlo za plezanje in druge rekreacijske dejavnosti.

## Geografija
Park obsega približno 7050 kvadratnih kilometrov. Nahaja se na jugozahodnem delu Neuquéna in severozahodnem delu province Río Negro, ki mejijo na Čile. Park ima dve coni: park in naravni rezervat z razvojem, koncentriranim v rezervatu. Največje mesto in turistična baza je San Carlos de Bariloche je obdano s parkom. Bariloche je glavno središče ob obisku jezera in je znan kot Vrata v Patagonijo, Čokoladna prestolnica in prestolnica medenih tednov Argentine. Vendar pa je mesto in druga naselja conirano zunaj meja parka. Nadaljnje podconiranje na sever, jug in južno območje je bilo izvedeno z ekskluzivnim rekreacijskim območjem z imenom Cerro Cathedral. Villa La Angostura je še eno objezersko letovišče, tudi znotraj meja parka.
Območje je znano kot Argentinsko jezersko okrožje, saj je v parku veliko jezer, vključno z jezerom Nahuel Huapi, Mascardi, Gutiérrez, Traful, Guillelmo in Perito Moreno. Cerro Catedral je 2388 metrov visok vrh v parku in pomembno smučišče. Cerro Tronador, na čilski meji, je najvišja gora v parku s 3491 metri. Na severu meji na park Narodni park Lanín.
Geologija
Geološke formacije v parku in rezervatu so na splošno terciarne kamnine vulkanskega izvora, skupaj z andeziti in porfirji. Pečine na polotoku San Pedro prikazujejo erodirane ledeniške značilnosti, jezera pa tudi kažejo številne posledice delovanja ledenikov.
Podnebje
V parku je hladno zmerno podnebje. Zime so hladne in deževne s pogostimi snežnimi padavinami. Povprečne temperature se v zimskem času gibljejo med 2 in 4 ° C. Poletja so suha s povprečnimi temperaturami med 14 in 16 ° C. Povprečne letne količine padavin se v Puerto Blestu gibljejo od 4000 mm in upadajo proti vzhodu, v povprečju pa le 600 mm v najbolj vzhodnih delih.

### Jezero Nahuel Huapi
Jezero Nahuel Huapi je največje in najgloblje jezero s čisto vodo v Argentinskem jezerskem okrožju z globino 425 metrov. Nahaja se ob vznožju Andov na nadmorski višini 767 metrov in meri 544 kvadratnih kilometrov. Jezero je leta 1670 raziskal jezuitski duhovnik Nicolás Mascardi, ki je na polotoku Huemul ob jezeru zgradil tudi kapelo. Jezero se razteza 100 kilometrov čez mejo s Čilom in vključuje številne fjorde ter valdivijski zmerni deževni gozd. Na južni obali jezera je veliko hotelov in restavracij, ki skrbijo za turistično industrijo. Polotok Quetrihué na severu jezera je bil rezerviran kot ločen narodni park Los Arrayanes. Jezero ima veliko otokov. Na enem od njih, na otoku Victoria, je naravni rezervat, do katerega se pride s čolni. Otok Huemul je gostil projekt Huemul, argentinski tajni raziskovalni projekt jedrske fuzije v letih 1949–1952.

#### Bariloče
Bariloče (uradno: San Carlos de Bariloche) se nahajajo na južni obali jezera Nahuel Huapi. Mesto je bilo ustanovljeno leta 1902, vendar pa se je njegov pomen kot turistično središče povečal v tridesetih letih preteklega stoletja, ko je bil ustanovljen narodni park. Poznane so kot »prestolnica medenih tednov v Argentini«, pa tudi zaradi proizvodnje čokolade. Raztezajo se pod Andi, na jugu jih omejuje jezero Mascardi in na severu Villa Traful. Severno od mesta cesta Seven Lakes ponuja slikovite razglede na pokrajino. Ledeniki in slapovi, ki so blizu Pampa Lenda, so zahodno od Bariloč. Prav tako so Bariloče izhodišče za planinske ture na 3554 metrov visok Tronador (znan tudi kot Gromovnik, ker takšne zvoke oddaja padajoči led), ki je ugasel stratovulkan. Mesto ima dobre letalske, železniške in cestne povezave, letališče je 15 kilometrov vzhodno od mesta, železniška in avtobusna postaja pa sta 3 km vzhodno. Na gori Cerro Catedral je zimskošportni center z urejenimi smučarskimi progami, ki je od Bariloč oddaljen 23 kilometrov.

### Rastlinstvo in živalstvo
Park sestavljajo patagonska stepa na nižjih nadmorskih višinah in valdivijski zmerni gozdovi na višjih višinah. Pokrajina je znamenita po bogati divjini zaradi številnih biotopov, ki jih pripisujejo različni nadmorski višini in obsegu padavin.
Rastlinstvo
V vzhodni polovici parka prevladuje kserofitska patagonska flora, medtem ko je zahodna polovica obilno pokrita z zmernimi deževnimi gozdovi. Prevladujoče drevesne vrste v parku so lengas (Nothofagus pumilio – Lenga lažna bukev), coihue (Chusquea culeou – čilski babmbus), in ñires (Nothofagus antarctica – antarktična lažna bukev). Druge sorte dreves, ki jih opazimo v parku, so čilenska cipresovka (Austrocedrus chilensis), Magellansko zimsko lubje (Drimys winteri), mirta (Luma apiculata), praprot (Lomatia ferruginea), Lomatia hirsuta, perujska lilija (Alstroemeria aurantica), škrlatna fuksija (Fuchsia megellanica), čilski bambus (Chusquea culcoua). Patagonska cipresa (Fitzroya cupressoides)  je počasi rastoč iglavec, ki je prav tako prisoten. Druge rastline so še Nothofagus dombeyi– čilenska lažna trstičje, praprotnice, trst (Phragmites australis) in dišeči grahor (Lathyrus odoratus). Gliva llao llao (Cyttaria hariotii) ima nepravilne vzorce rasti na drevesih in je simbol območja; to je tudi ime hotela Llao Llao, znanega letovišča. Valdivijski deževni gozdovi so dobro gozdnati z drobnimi drevesi s krhkim lubjem. V območjih močnega deževja blizu čilske meje je obilica 450 let starih dreves coihue (majhne listnate zimzelene neprave bukve). Alerce ( južnoameriško špansko ime za Fitzroya cupressoides) iz leta okoli 1500 so razporejene po parku. Bambusovega trsja je v izobilju.
Živalstvo
Živali so rečne vidre (Lontra longicaudis), čilski viličasti jelen (Hippocamelus bisulcus), pudu (majhen jelen), lisice, puma, gvanako in Patagonska mara (Dolichotis patagonum). V parku so poročali o južni rečni vidri (Lontra provocax), ogroženi avtohtoni vidri. Med pticami so prisotne magelanska žolna (Campephilus magellanicus), smaragdna južna papiga (Enicognathus ferrugineus), gosi, race, labodi, modrooki kormoran, andski kondor (Vultur gryphus) in čilski kolibri (Saphonoides sephaniodes). Poročali so o živalskih vrstah dvoživk Hylorina sylvatica in Bufo spinolosus. Zabeleženih je pet rodov in 32 vrst Simuliidae (črna muha). Ti rodovi so Cnesia, Cnesiamima, Gigantodax, Paraustrasimulium in Simulium (Pternaspatha), podvrsta Simulium z 19 vrstami; ti predstavljajo 57 % favne Simuliidae, najdene v Argentini.

Nahuelito je jezerska pošast, poimenovana po jezeru Nahuel Huapi, saj o njenem opazovanju v jezeru poročajo zelo pogosto. Ne glede na to, ali gre za dejstvo ali izmišljotino, so o njenem opazovanju poročali domačini in turisti z zelo različnimi opisi, ki omenjajo »orjaško vodno kačo z grbinami in ribjimi plavutmi do laboda s kačjo glavo, prevrnjenega trupa čolna in panj drevesa«. Njegova dolžina je navedena v območju 4–45,7 m. Nahuelito, o katerem poročajo že od 1920-ih, pred Nessie in knjigo z naslovom Izgubljeni svet (Arthur Conan Doyle), opisujejo kot »argentinsko medijsko zvezdo«.

### Rekreacija
Park ponuja številne možnosti za rekreacijo. V tem kontekstu so zanimivi zlasti Tronador, Puerto Blest, otok Victoria in cesta 7 jezer. Druge možnosti za rekreacijo so na voljo v Cerro Catedral, Lopez in Punta Negra. Večina rekreacije se vrti okoli trekingov po visokogorskih in strmih gorah, razen raftinga, smučanja v Cerro Catedral, kajakaštva v Pura Vida, [22] gorskega kolesarjenja, plezanja, kajtanja, surfanja, jadralnega padalstva, golfa na Llao Llao.
Nekatere dobro razvite alpinistične smeri so: vzpon na vulkan Thunderer, ki ima več poti, ki segajo do velikih ledenikov; poti do Tronadorja (ugasli vulkan); poti, ki povezujejo zavetišče San Martin in Manfredo Segre (Črna laguna); do Lopeza in do razgledne točke Habsburškega kamna, pohod Paso de las Nubes Puerto Frías, ki vodi do Pampe Linde; v dolino in greben gore Rucaco Black Gap; ter do Freya in San Martína (laguna Jakob), ki gre ob robu Cerro Catedral.
Pohodniške poti imajo nastanitvene zmogljivosti na več lokacijah, pohodi pa so odvisni od telesne pripravljenosti, razdalja pa se giblje od najmanj 12 kilometrov do največ 45 kilometrov, kar vključuje 1-2-3 in več kot 4 dni trekinga. Pohodi so razvrščeni v štiri kategorije, odvisno od terena in težavnosti vzpenjanja po strmih gričih, ki segajo od 200 do 3000 metrov.
|  |  |  |  |